# Lamao
Koordinaten: 14° 35′ N, 120° 37′ O
Barangay Lamao ist ein Barangay der Stadt Limay in der Provinz Bataan, Bezirk Central Luzon auf den Philippinen.

## Dorf
Lamao gehört der 1. Einkommensklasse an. Lamao unterteilt sich in 14 Dörfer mit 9490 Haushalten:
- Aburido
- Arsenal
- Ayam
- BPI
- Carbon Site
- Crusher Site
- Esperanza (Mt. Lamao)
- Lamao Poblacion
- Manggahan
- Pag-Asa
- Petron Village
- PEX
- Policarpio Site
- San José